# Gudniki (Miłakowo)
Pour les articles homonymes, voir Gudniki.
Gudniki est un village polonais de la voïvodie de Varmie-Mazurie, dans le powiat d'Ostróda.